# 小行星18542
小行星18542（18542 Broglio）是一颗绕太阳运转的小行星，为主小行星带小行星。该小行星于1996年12月29日发现。

## 轨道参数
小行星18542的轨道半长轴为2.5830588 UA，离心率为0.065。